# Aliboron bukidnoni
Aliboron bukidnoni là một loài bọ cánh cứng trong họ Cerambycidae.